# Ivars Krūmiņš
Ivars Krūmiņš (ur. 20 kwietnia 1941) – radziecki (łotewski) kierowca wyścigowy.

## Biografia
Karierę sportową rozpoczął od startów w motocrossie, następnie uczestniczył również w sportach wodnych. W 1978 roku zadebiutował w wyścigach formuł, zajmując w swoim drugim wyścigu trzecie miejsce na torze Vana Võidu w klasie Formuły Easter. W 1979 roku Krūmiņš został wicemistrzem Łotewskiej Formuły Easter, zadebiutował również w Sowieckiej Formule 3. W sezonie 1980 rozpoczął starty Estonią 19 w Sowieckiej Formule Easter. W latach 1981–1982 okazjonalnie startował w reprezentacji ZSRR w ramach Pucharu Pokoju i Przyjaźni. W sezonie 1982 wygrał ponadto wyścig o nagrodę Ministerstwa Transportu ZSRR na torze Bikernieki. W 1983 roku był najlepszym Łotyszem w Spartakiadzie Ludowej ZSRR w Kijowie (piąty), zajął drugie miejsce w wyścigu o nagrodę Ministerstwa Transportu, a także został wicemistrzem Łotewskiej Formuły Easter. W sezonie 1984 był piąty w Sowieckiej Formule Easter, a rok później – szósty. Ponadto w 1985 roku ponownie został wicemistrzem Łotwy. W roku 1986 został mistrzem Łotwy (tytuł obronił rok później), a w mistrzostwach ZSRR zajął czwarte miejsce. W 1989 zadebiutował w Formule Mondial, zdobywając wicemistrzostwo Łotwy. W 1990 roku ścigał się m.in. w serii Skanbaltic Cup. Po 1990 roku zakończył karierę wskutek braku sprzętu. Następnie pracował na stacji benzynowej, a pod koniec lat 90. był mechanikiem Andrisa Štālsa w Pucharze VW Golfa.

## Wyniki
| Legenda oznaczeń w tabelach wyników Wyświetl szablon na nowej stronie | Legenda oznaczeń w tabelach wyników Wyświetl szablon na nowej stronie                                                                     |
| Oznaczenie                                                            | Wyjaśnienie |
| --------------------------------------------------------------------- | --- |
| Złoty                                                                 | Zwycięzca lub mistrzostwo |
| Srebrny                                                               | 2. miejsce lub wicemistrzostwo |
| Brązowy                                                               | 3. miejsce lub II wicemistrzostwo |
| Zielony                                                               | Ukończył, punktował (w klasyfikacji generalnej, gdy zdobył co najmniej jeden punkt na przestrzeni sezonu, poza trzema powyższymi opcjami) |
| Niebieski                                                             | Ukończył, nie punktował (w klasyfikacji generalnej, gdy nie zdobył co najmniej jednego punktu na przestrzeni sezonu)                      |
| Czerwony                                                              | Nie zakwalifikował się (NZ) |
| Czerwony                                                              | Nie prekwalifikował się (NPK) |
| Różowy                                                                | Nie ukończył (NU) |
| Różowy                                                                | Niesklasyfikowany (NS) (w klasyfikacji generalnej, gdy nie został sklasyfikowany w żadnym wyścigu sezonu)                                 |
| Czarny                                                                | Zdyskwalifikowany (DK) |
| Czarny                                                                | Wykluczony (WYK/EX) |
| Biały                                                                 | Nie wystartował (NW) |
| Biały                                                                 | Kontuzjowany (K/INJ) |
| Biały                                                                 | Wyścig odwołany (OD/C) |
| Bez koloru                                                            | Został wycofany (WYC/WD) |
| Bez koloru                                                            | Nie przybył (NP/DNA) |
| Bez koloru                                                            | Nie brał udziału w treningach (NT/DNP) |
| Bez koloru                                                            | Nie został zgłoszony (–) |
| Pogrubienie                                                           | Start z pole position |
| Kursywa                                                               | Najszybsze okrążenie wyścigu |
| †                                                                     | Nie ukończył, ale jego rezultat został zaliczony ze względu na przejechanie więcej niż 90% dystansu wyścigu.                              |
| *                                                                     | Sezon w trakcie |
| 1/2/3                                                                 | Punktowana pozycja w sprincie kwalifikacyjnym                                                                                             |
| Lista systemów punktacji Formuły 1                                    | |

### Puchar Pokoju i Przyjaźni
| Rok  | Samochód   | Silnik | Wyniki w poszczególnych eliminacjach | Wyniki w poszczególnych eliminacjach | Wyniki w poszczególnych eliminacjach | Wyniki w poszczególnych eliminacjach | Wyniki w poszczególnych eliminacjach | Pkt. | Msc. |
| ---- | ---------- | ------ | ------------------------------------ | ------------------------------------ | ------------------------------------ | ------------------------------------ | ------------------------------------ | ---- | ---- |
| 1981 |            |        | Czechosłowacja                       | Polska                               |                                      |                                      |                                      | 32   | 35   |
| 1981 | Estonia 20 | Łada   | -                                    | -                                    | 11                                   | -                                    | -                                    | 32   | 35   |
| 1982 |            |        | Polska                               |                                      |                                      | Czechosłowacja                       |                                      | 31   | 35   |
| 1982 | Estonia 20 | Łada   | -                                    | 14                                   | -                                    | -                                    | -                                    | 31   | 35   |

### Sowiecka Formuła 3
| Rok  | Zespół      | Samochód   | Silnik | Wyniki w poszczególnych eliminacjach | Wyniki w poszczególnych eliminacjach | Wyniki w poszczególnych eliminacjach | Pkt. | Msc. |
| ---- | ----------- | ---------- | ------ | ------------------------------------ | ------------------------------------ | ------------------------------------ | ---- | ---- |
| 1979 |             |            |        |                                      |                                      |                                      | 43   | 18   |
| 1979 | DOSAAF Ryga | Estonia 19 | Łada   | -                                    | 9                                    | -                                    | 43   | 18   |

### Sowiecka Formuła Easter
| Rok  | Zespół      | Samochód      | Silnik | Wyniki w poszczególnych eliminacjach | Wyniki w poszczególnych eliminacjach | Wyniki w poszczególnych eliminacjach | Wyniki w poszczególnych eliminacjach | Pkt. | Msc. |
| ---- | ----------- | ------------- | ------ | ------------------------------------ | ------------------------------------ | ------------------------------------ | ------------------------------------ | ---- | ---- |
| 1980 |             |               |        |                                      |                                      |                                      |                                      | 108  | 8    |
| 1980 | DOSAAF Ryga | Estonia 19    | Łada   | 10                                   | 10                                   | 6                                    |                                      | 108  | 8    |
| 1981 |             |               |        |                                      |                                      |                                      |                                      | 123  | 10   |
| 1981 | DOSAAF Ryga | Estonia 20    | Łada   | 9                                    | 7                                    | NU                                   |                                      | 123  | 10   |
| 1982 |             |               |        |                                      |                                      |                                      |                                      | 134  | 5    |
| 1982 | DOSAAF Ryga | Estonia 20    | Łada   | 6                                    | 7                                    | 5                                    |                                      | 134  | 5    |
| 1983 |             |               |        |                                      |                                      |                                      |                                      | 54   | 14   |
| 1983 | DOSAAF Ryga | Estonia 20    | Łada   | 9                                    | NU                                   |                                      |                                      | 54   | 14   |
| 1984 |             |               |        |                                      |                                      |                                      |                                      | ?    | 5    |
| 1984 | DOSAAF Ryga | Estonia 20    | Łada   | 4                                    | -                                    | 6                                    |                                      | ?    | 5    |
| 1985 |             |               |        |                                      |                                      |                                      |                                      | 132  | 6    |
| 1985 | DOSAAF Ryga | Estonia 20    | Łada   | NU                                   | 7                                    | 3                                    |                                      | 132  | 6    |
| 1986 |             |               |        |                                      |                                      |                                      |                                      | 111  | 4    |
| 1986 | DOSAAF Ryga | Estonia 21M   | Łada   | 6                                    | 6                                    |                                      |                                      | 111  | 4    |
| 1987 |             |               |        |                                      |                                      |                                      |                                      | 21   | 44   |
| 1987 | DOSAAF Ryga | Estonia 21M   | Łada   | NU                                   | -                                    | -                                    | -                                    | 21   | 44   |
| 1988 |             |               |        |                                      |                                      |                                      |                                      | 63   | 16   |
| 1988 | DOSAAF Ryga | Estonia 21.10 | Łada   | -                                    | 8                                    | 19                                   |                                      | 63   | 16   |

### Sowiecka Formuła Mondial
| Rok  | Zespół      | Samochód      | Silnik | Wyniki w poszczególnych eliminacjach | Wyniki w poszczególnych eliminacjach | Wyniki w poszczególnych eliminacjach | Pkt. | Msc. |
| ---- | ----------- | ------------- | ------ | ------------------------------------ | ------------------------------------ | ------------------------------------ | ---- | ---- |
| 1989 |             |               |        |                                      |                                      |                                      | 40   | 13   |
| 1989 | DOSAAF Ryga | Estonia 21.10 | Łada   | -                                    | 5                                    | -                                    | 40   | 13   |